# Valér Csernus

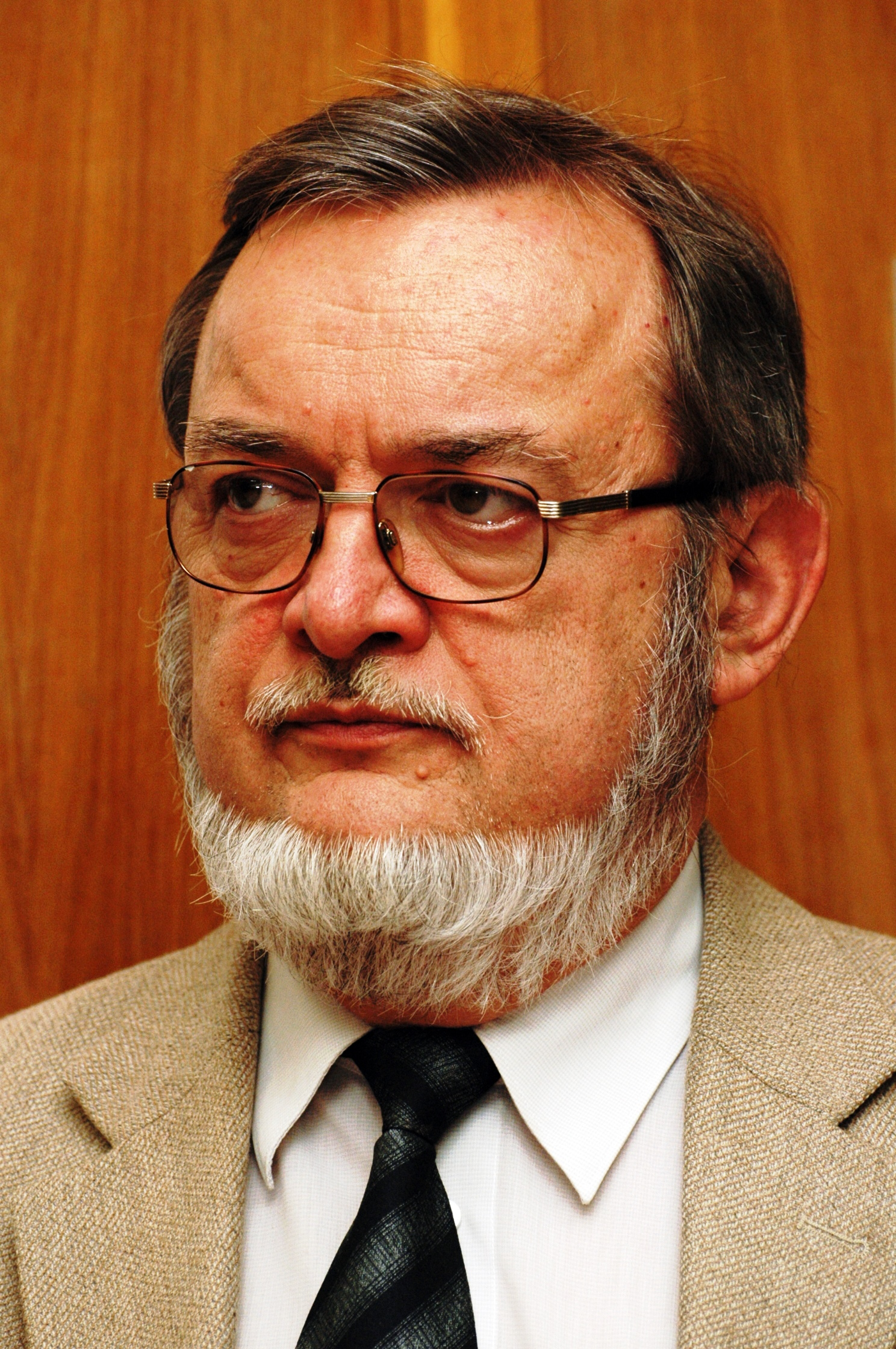
Csernus Valér 2009

Valér József Csernus (* 18. Januar 1948 in Pécs) ist ein ungarischer Neuroendokrinologe und Hochschullehrer an der Universität Pécs.

## Leben
Valér József Csernus begann 1966 sein Studium der Medizin an der Medizinischen Fakultät der Universität Pécs und promovierte daselbst 1972 und lehrt seitdem Anatomie, Histologie und Embryologie in Ungarisch, Englisch und Deutsch am Anatomischen Institut an der Universität Pécs, erst in verschiedenen Stufen als Dozent und seit 2002 als Professor.
Seine wissenschaftliche Tätigkeit begann Csernus in einer Arbeitsgruppe um Péter Halász, bei der er unter Verwendung von Hypophysen-Autotransplantaten im Hypothalamus von Ratten die Thyreoliberin (TRH) und Corticoliberin (CRH) produzierenden Nuclei lokalisierte. 1978/79 war Csernus für 13 Monate durch ein Stipendium der Ford Foundation (Ford Fellowship) am Brain Research Institute der University of California, Los Angeles tätig und studierte dort die sexuelle Differenzierung bei Ratten. Von 1987 bis 1989 war er für 27 Monate als wissenschaftlicher Assistent und von 1997 bis 1998 für 14 Monate als Forschungsprofessor am Endocrine Polypeptide and Cancer Institute von Andrew Victor Schally an der Tulane University in New Orleans und forschte dort über die den Tumorwachstum hemmenden Effekte von synthetischen Gonadoliberin-, Somatoliberin- und Somatostatin-Analoga. 1993 promovierte Csernus in Biologie an der Universität Pécs und war im folgenden Jahr für sechs Monate mit einem Stipendium der Deutschen Forschungsgemeinschaft Gastprofessor an der Martin-Luther-Universität Halle-Wittenberg, bevor er sich 1996 an der Universität Pécs in Medizin habilitierte. Seine neuere Forschung umfasst die neurohormonale Kontrolle der Zirbeldrüse und der Adenohypophyse.
In den Jahren 2002 und 2003 sowie von 2006 bis 2012 war Csernus Vizedekan für Lehre der Medizinischen Fakultät der Universität Pécs und von 2008 bis 2012 gewählter Vertreter des regionalen Ausschusses der Ungarischen Akademie der Wissenschaften in Pécs. Csernus ist seit 1990 Mitglied der International Society of Endocrinology (ISE) und der European Federation of Endocrine Societies (ESE), seit 1994 der European Biological Rhythms Society (EBRS), seit 2000 der European Society of Comparative Endocrinologists (ESCE) und seit 2002 der International Society for Chronobiology (ISC). Am 27. Oktober 2004 wurde er zum Mitglied der Deutschen Akademie der Naturforscher Leopoldina für die Sektion Anatomie und Anthropologie gewählt.

## Werke (Auswahl)
- V. Csernus, A. V. Schally: The dispersed cell superfusion system. In: B. D. Greenstein (Hrsg.): Neuroendocrine Research Methods. Harwood Academic Publishers, London 1991, S. 71–109 (englisch).
- V. Csernus, A. V. Schally, H. Kiaris, P. Armatis: Inhibition of growth, production of insulin-like growth factor-II (IGF-II), and expression of IGF-II mRNA of human cancer cell-lines by antagonistic analogs of growth hormone-releasing hormone (GHRH) in vitro. In: Proceedings of the National Academy of Sciences. Vol. 96, 1999, S. 3098–3101 (englisch).
- V. Csernus: Rhythmic Pineal Functions in Birds. In: E. Peschke (Hrsg.): Endokrinologie. Vorträge im Rahmen des Projekts „Zeitstrukturen endokriner Systeme“ (= Abhandlungen der Sächsischen Akademie der Wissenschaften zu Leipzig, Mathematisch-naturwissenschaftliche Klasse. Band 60, Heft 1). Verlag der Sächsischen Akademie der Wissenschaften zu Leipzig, in Kommission bei S. Hirzel, Stuttgart/Leipzig 2003, S. 67–88 (englisch, Online [PDF; abgerufen am 8. April 2017]).
- V. Csernus, B. Mess: The Avian Pineal Gland. A Model of the Biological Clock. Akadémiai Kiadó, Budapest 2004 (englisch).